# Fédération norvégienne de ski
La fédération norvégienne de ski, en norvégien Norges Skiforbund, est la deuxième plus importante fédération sportive de Norvège derrière la Fédération de Norvège de football.
Fondée en 1908, elle gère le ski alpin, le ski de fond, le ski freestyle, le combiné nordique, le saut à ski et le snowboard en Norvège.
Elle est membre de la Fédération internationale de ski ainsi que de la Fédération des sports de Norvège.
Elle est présidée par Erik Røste (en) depuis 2012.

## Historique
La fédération norvégienne de ski a été fondée en 1908 par l'Association norvégienne de promotion du ski (en) et notamment par Karl Roll (en). En 1910, la Fédération norvégienne de ski contribue à la création de la commission internationale du ski à Oslo en 1910, qui a été le précurseur de la fédération internationale de ski, fondée en 1924.

## Présidents
| Période   | Président                   |
| --------- | --------------------------- |
| 1908-1911 | Karl Roll (en)              |
| 1911-1914 | Johannes Dahl (no)          |
| 1914-1918 | Hans Horn                   |
| 1918-1922 | Rolf Prydz                  |
| 1922-1927 | Einar Lindboe               |
| 1927-1930 | Nicolai Ramm Østgård        |
| 1930-1932 | Olaf Helset                 |
| 1932-1934 | Gunnar Jahr                 |
| 1934-1936 | Ingvald Smith-Kielland (en) |

| Période   | Président            |
| --------- | -------------------- |
| 1936-1938 | Arnt Nygaard         |
| 1938-1948 | Harald Rømcke        |
| 1948-1950 | Thorbjørn Nordahl    |
| 1950-1953 | Arne Sirnæs          |
| 1953-1956 | Arvid Fossum         |
| 1956-1960 | Thorbjørn Nordahl    |
| 1960-1964 | Roar Antonsen        |
| 1964-1970 | Dag Berggrav (en)    |
| 1970-1974 | Andreas Nærstad (en) |

| Période   | Président              |
| --------- | ---------------------- |
| 1975-1978 | Arne Nyland (en)       |
| 1978-1980 | Christian Mohn (en)    |
| 1980-1982 | Kjell Johnsrud         |
| 1982-1985 | Odd Seim-Haugen (en)   |
| 1985-1987 | Per Ottesen (en)       |
| 1987-1995 | Johan Baumann (en)     |
| 1995-2002 | Jan Jensen (no)        |
| 2002-2012 | Sverre K. Seeberg (no) |
| 2012-     | Erik Røste (en)        |